# Egil Endresen
Egil Endresen (* 28. April 1920 in Stavanger, Fylke Rogaland; † 10. Mai 1992) war ein norwegischer Jurist und Politiker der Høyre, der acht Jahre lang Mitglied des Storting sowie zwischen 1970 und 1971 Minister für Justiz und Polizei in der Regierung von Ministerpräsident Per Borten war. Später war er von 1977 bis 1988 Richter am Obersten Gerichtshof von Norwegen (Norges Høyesterett).

## Leben

### Studium, Richter und Rechtsanwalt
Endresen, Sohn des Bürovorstehers Gustav Adolf Emil Endresen und der Porzellanmalerin Alida Anda, absolvierte 1936 bis 1937 einen Auslandsaufenthalt am Lycée Corneille in Rouen und begann nach dem Schulabschluss 1940 sowie dem Abschluss des Handelsgymnasiums 1941 ein Studium der Rechtswissenschaften an der Universität Oslo, das er 1947 als Candidatus juris (Cand. jur.) abschloss. Zwischenzeitlich trat er während des Zweiten Weltkrieges in die Streitkräfte (Forsvaret) ein und war zuletzt Hauptmann des Heeres (Den Norske Hær) sowie Nachrichtendienstoffizier.
Nach Abschluss seines Studiums wurde Endresen 1947 zunächst Sekretär im Justizministerium und war anschließend 1948 erst Hilfsrichter (Dommerfullmektig) am Gebietsgericht (Herredsrett) von Ryfylke sowie danach 1949 bis 1950 Hilfsrichter am Gebietsgericht von Jæren. 1950 verließ er zunächst den Staatsdienst und ließ sich als Rechtsanwalt mit eigener Anwaltskanzlei in Stavanger nieder. 
Zu Beginn der 1950er Jahre begann er zugleich auch seine politische Laufbahn in der Kommunalpolitik und war zunächst zwischen 1951 und 1955 Mitglied des Stadtrates von Stavanger sowie anschließend von 1955 bis 1963 Mitglied des Stadtpräsidiums sowie zwischen Vorsitzender der Høyre-Fraktion im Stadtrat. Daneben war er zwischen 1953 und 1962 Mitinhaber der familieneigenen Reederei Edvin Endresen und fungierte zuletzt von 1960 bis 1962 auch als Vize-Vorsitzender des Bildungsausschusses des Norwegischen Reedereiverbandes (Norges Rederforbund).
Nach einem Verwaltungskurs beim Forschungsfonds 1958 sowie einem Studienaufenthalt in Paris mit einem Stipendium der Verteidigungs- und Sicherheitsorganisation Folk og Forsvar, erhielt er 1960 seine Zulassung als Rechtsanwalt beim Obersten Gerichtshof von Norwegen. sowie von 1957 bis 1958 Vorsitzender der Rechtsanwaltsvereinigung (Den norske sakførerforening) im Bezirk Stavanger. 1962 beendete Endresen seine anwaltliche Tätigkeit und war zunächst Manager und anschließend zwischen 1963 und 1965 Direktor des Fremdenverkehrsausschusses von Stavanger und das Fylke Rogaland.

### Storting-Mitglied, Minister und Richter am Obersten Gerichtshof
Bei der Wahl vom 13. September 1965 wurde Endresen als Kandidat der konservativen Høyre erstmals zum Mitglied des Storting gewählt und vertrat dort bis zur Wahl am 10. September 1973 die Interessen des Fylke Rogaland. Während seiner Parlamentszugehörigkeit war er zwischen dem 8. Oktober 1965 und dem 16. Dezember 1969 Sekretär des Storting sowie vom 1. Oktober 1969 bis zum 3. Oktober 1970 Mitglied des Fraktionsvorstandes der Høyre.
Am 3. Oktober 1970 wurde Endresen als Nachfolger seiner Parteifreundin Elisabeth Schweigaard Selmer von Ministerpräsident Per Borten als Minister für Justiz und Polizei (Justis- og Politiminister) in dessen Kabinett berufen und gehörte diesem bis zum Ende von Bortens Amtszeit am 17. März 1971 an.
1972 wurde Endresen Amtsrichter (Sorenskriver) am Gebietsgericht von Holt und war dort bis 1977 tätig. Anschließend erfolgte seine Berufung zum Richter am Obersten Gerichtshof von Norwegen (Norges Høyesterett), an dem er bis 1988 tätig war. Daneben war er von 1979 bis 1984 Vorsitzender des Ausschusses für das Studium und die Berufsgenehmigung von Chiropraktikern sowie zwischen 1983 und 1991 Vorsitzender des Beratungsausschusses der Reichsversicherungsverwaltung für Kriegsrentenangelegenheiten (Rikstrygdeverket i Krigspensjoneringssaker).
Für seine langjährigen politischen und juristischen Verdienste wurde Endresen, der 1982 auch Vorsitzender der Vereinigung Norwegen-Normandie war, 1987 zum Kommandeur des Sankt-Olav-Ordens ernannt.
Sein Sohn ist der Jurist Clemens Endresen, der seit April 2006 ebenfalls Richter am Obersten Gerichtshof Norwegens ist.

## Veröffentlichung
- Grensene for et forretningsministeriums handlefrihet, im: Festskrift til John Lyng, Oslo 1975